# ويد ويلسون
ويد ويلسون (بالإنجليزية: Wade Wilson)‏ هو لاعب كرة قدم أمريكية أمريكي، ولد في 1 فبراير 1959 في غرينفيل في الولايات المتحدة، وتوفي في 1 فبراير 2019 في كوبيل في الولايات المتحدة.

## وصلات خارجية
- ويد ويلسون على موقع إي إس بي إن.كوم (أن.أف.أل)3
- ويد ويلسون على موقع مرجع كرة القدم المحترفة.كوم (الإنجليزية)
- ويد ويلسون على موقع IMDb (الإنجليزية)